# بلاطة (الحفة)
بلاطة قرية في ناحية صلنفة التابعة لمنطقة الحفّة في محافظة اللاذقية. بلغ عدد سكانها 491 نسمة حسب تعداد عام 2004.